# NGC 7494
NGC 7494 је елиптична галаксија у сазвежђу Водолија која се налази на NGC листи објеката дубоког неба.
Деклинација објекта је - 24° 22' 9" а ректасцензија 23h 8m 58,4s. Привидна величина (магнитуда) објекта NGC 7494 износи 14,5 а фотографска магнитуда 15,5. NGC 7494 је још познат и под ознакама ESO 535-5, MCG -4-54-7, PGC 70568.